# 錫馬龍鎮區 (堪薩斯州米德縣)
錫馬龍鎮區（英語：Cimarron Township）是位於美國堪薩斯州米德縣的一個行政鎮區。

## 地方資料
錫馬龍鎮區的面積為304.63平方千米，當中陸地面積為302.83平方千米，而水域面積為1.80平方千米。根據2010年美國人口普查的數據，當地共有人口75人，而人口密度為每平方千米0.25人。

## 外部連結
- US-Counties.com
- City-Data.com （页面存档备份，存于）